# Isoperla azusana
Isoperla azusana är en bäcksländeart som beskrevs av Kohno 1953. Isoperla azusana ingår i släktet Isoperla och familjen rovbäcksländor. Inga underarter finns listade i Catalogue of Life.